# Taro (plante)
Racine madère
Pour les articles homonymes, voir Taro et Madère (homonymie).
 (juin 2017).
Si vous disposez d'ouvrages ou d'articles de référence ou si vous connaissez des sites web de qualité traitant du thème abordé ici, merci de compléter l'article en donnant les références utiles à sa vérifiabilité et en les liant à la section « Notes et références ».
Taxons concernés
- Colocasia esculenta
- Xanthosoma sagittifolium
- Amorphophallus paeoniifolius
- Alocasia macrorrhizos
- Cyrtosperma merkusiimodifier

Le taro, aussi appelé songe, madère, racine madère ou dachine, est un tubercule alimentaire (légume-racine) des régions tropicales produit par des plantes de la famille des Aracées, le plus souvent de la sous-famille des Aroideae. Le terme peut désigner également la plante elle-même, dont les tiges et feuilles peuvent aussi être consommées après préparation : comme le tubercule, consommées crues, elles sont amères et irritantes à cause de la présence de cristaux d'oxalate de calcium (risques de calculs rénaux en cas d'insuffisance rénale). Ce légume serait originaire de Birmanie[réf. nécessaire].

## Espèces
De forme ronde, elle est recouverte d'une sorte d'écorce dure, qui se retrouve sur d'autres racines telles que le manioc. 
- Colocasia esculenta[1] est l'espèce la plus fréquemment désignée sous le nom de « taro » et la plus largement cultivée.
- Colocasia antiquorum (ou eddoe, généralement admis comme étant un synonyme de Colocasia esculenta) ;

D'autres espèces cultivées sont parfois appelées taro, ou au moins lui sont assimilées dans les statistiques de production agricole :
- Xanthosoma sagittifolium[1] ou Macabo (Cameroun), Songe fleur (La Réunion) ;
- Xanthosoma violaceum[1] (espèce très proche de la précédente, sans doute un simple cultivar)
- Amorphophallus paeoniifolius ou Songe pâté (La Réunion) ;
- Alocasia macrorrhizos, Taro géant[2] ou Songe des Caraïbes (La Réunion) ;
- Cyrtosperma merkusii ou Taro géant des marais.

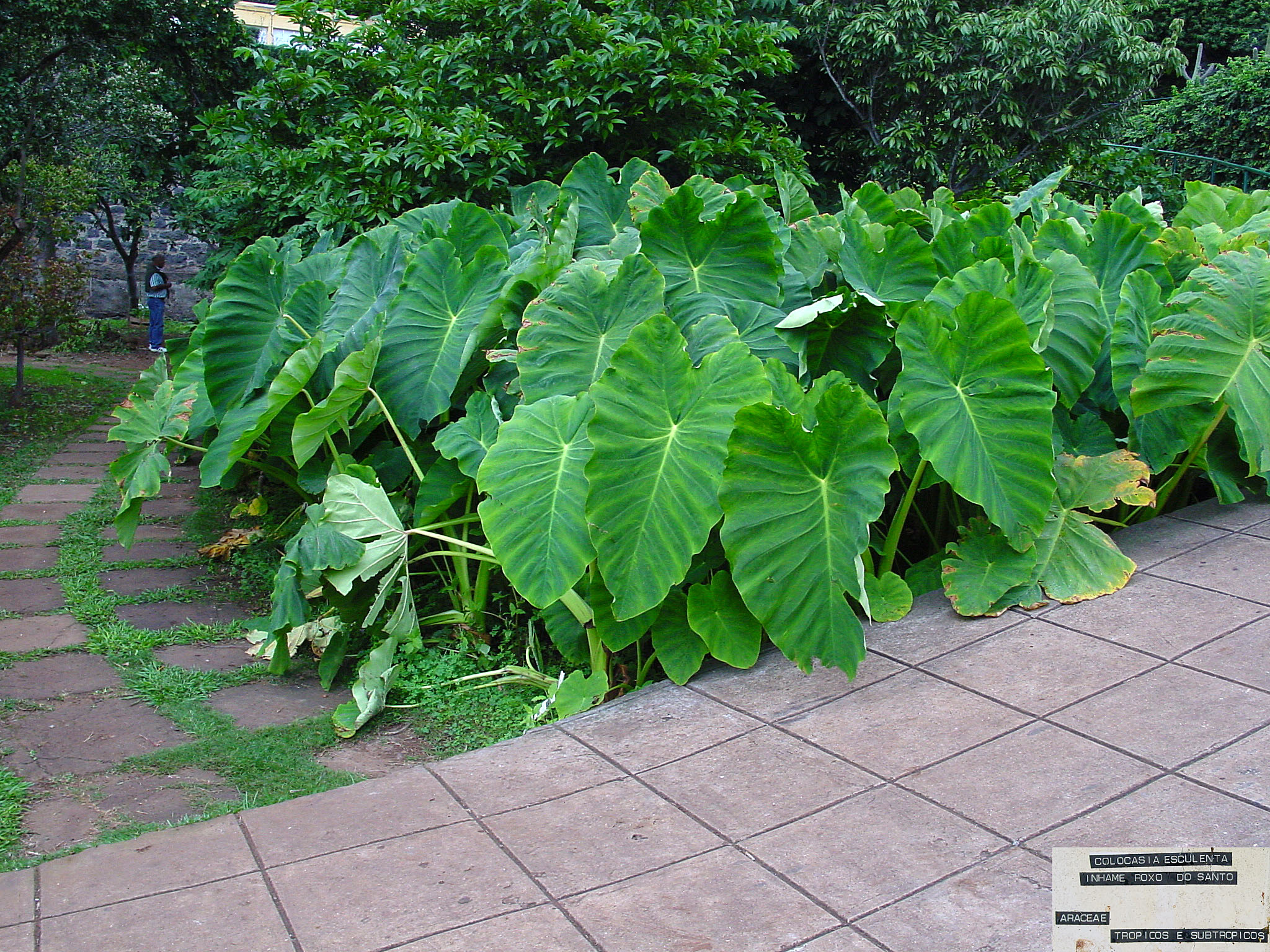
Taro commun (Colocasia esculenta).
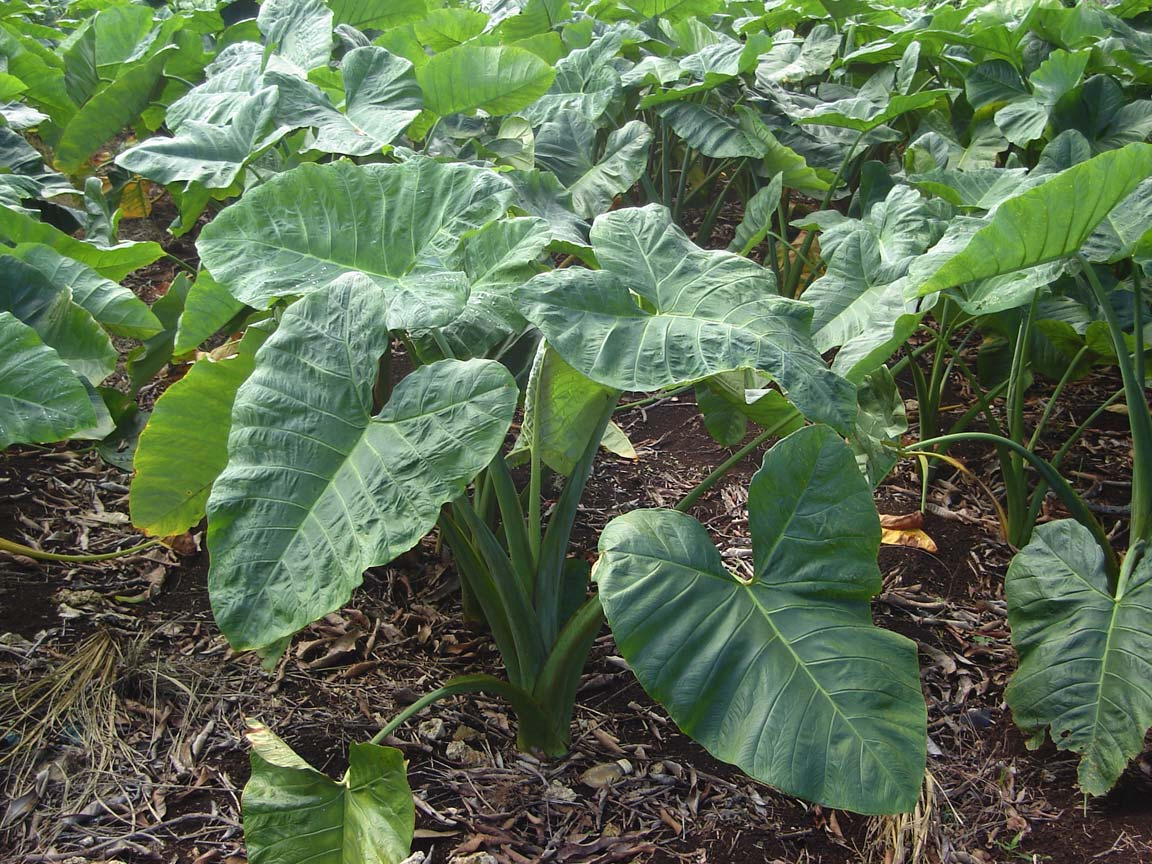
Taro macabo, malanga ou chou Caraïbe (Xanthosoma sagittifolium).
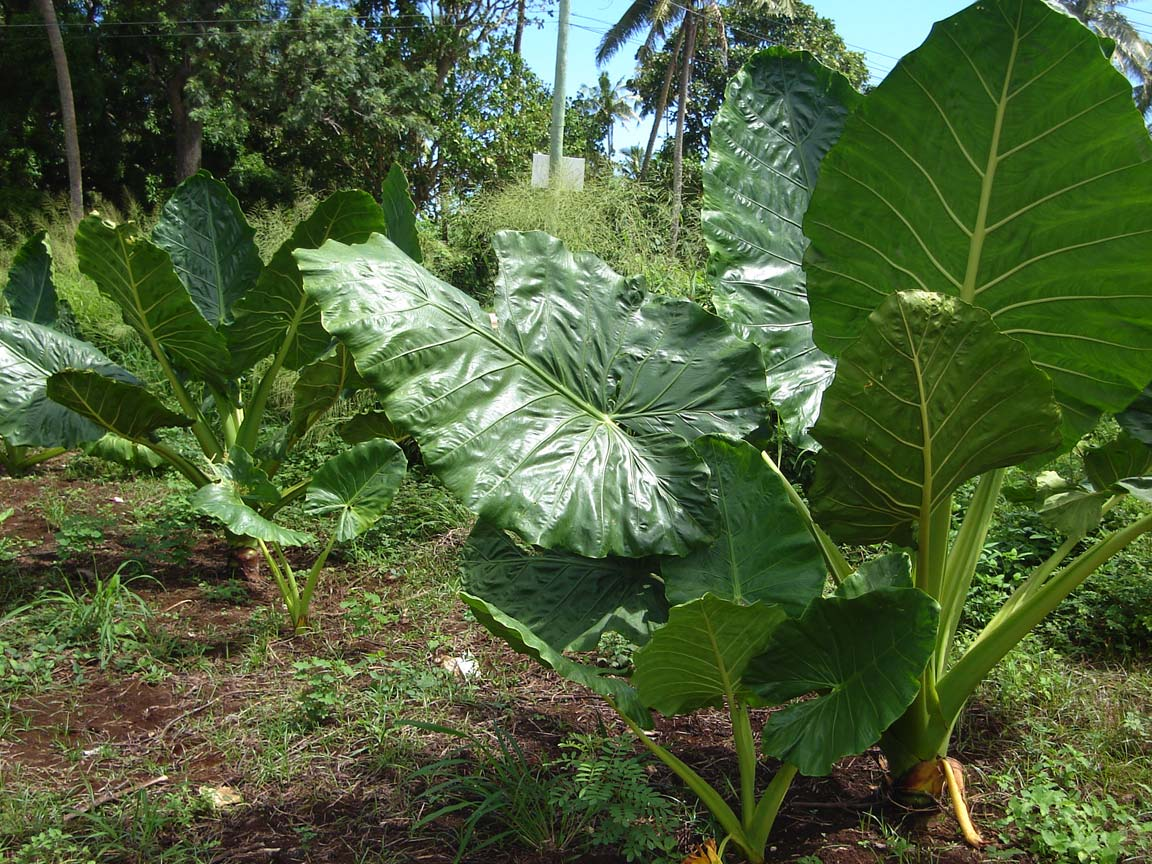
Songe caraïbe, Alocasie à grosse racine, taro géant ou oreille d'éléphant (Alocasia macrorrhiza).
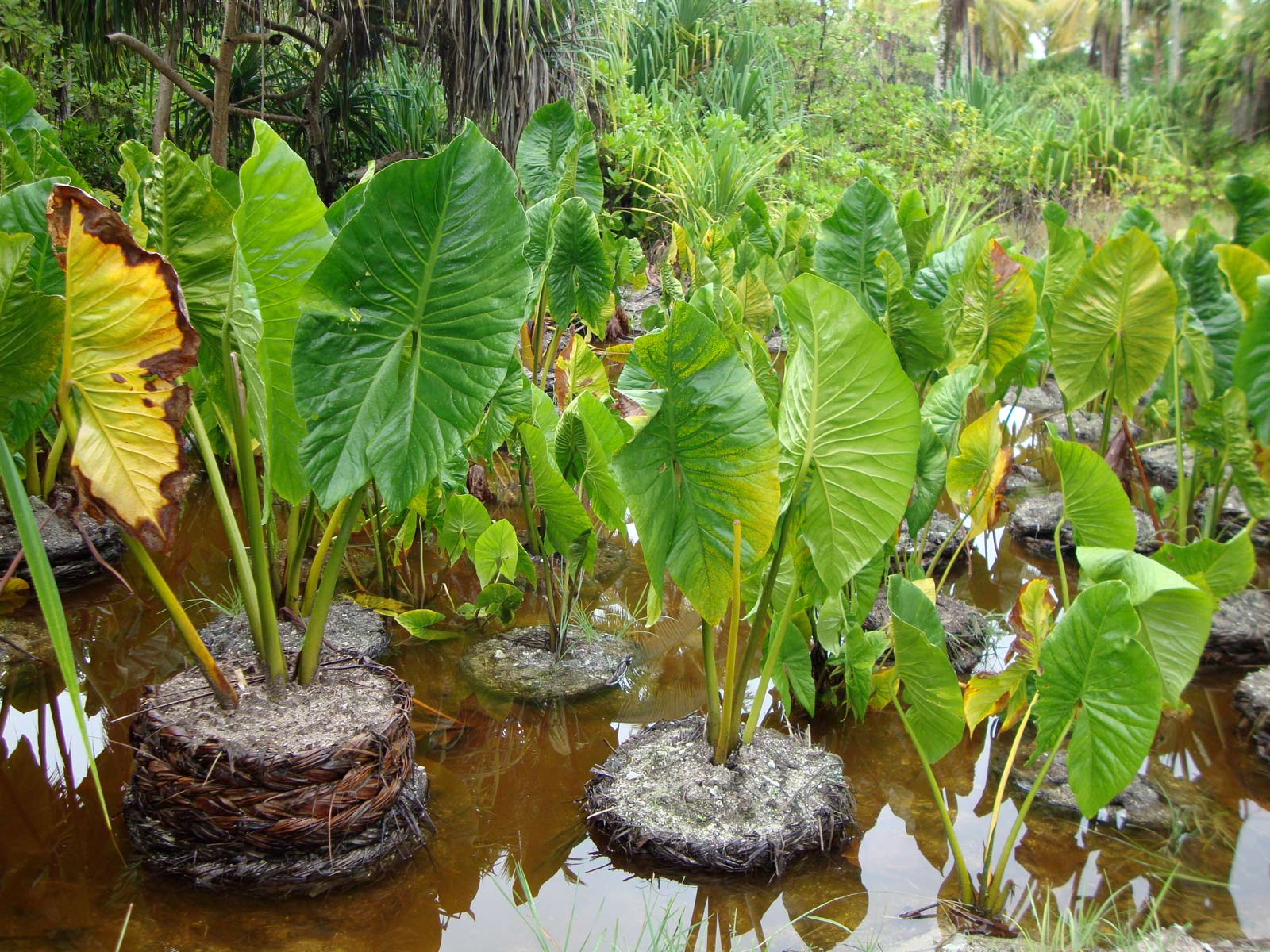
Taro géant des marais (Cyrtosperma merkusii).
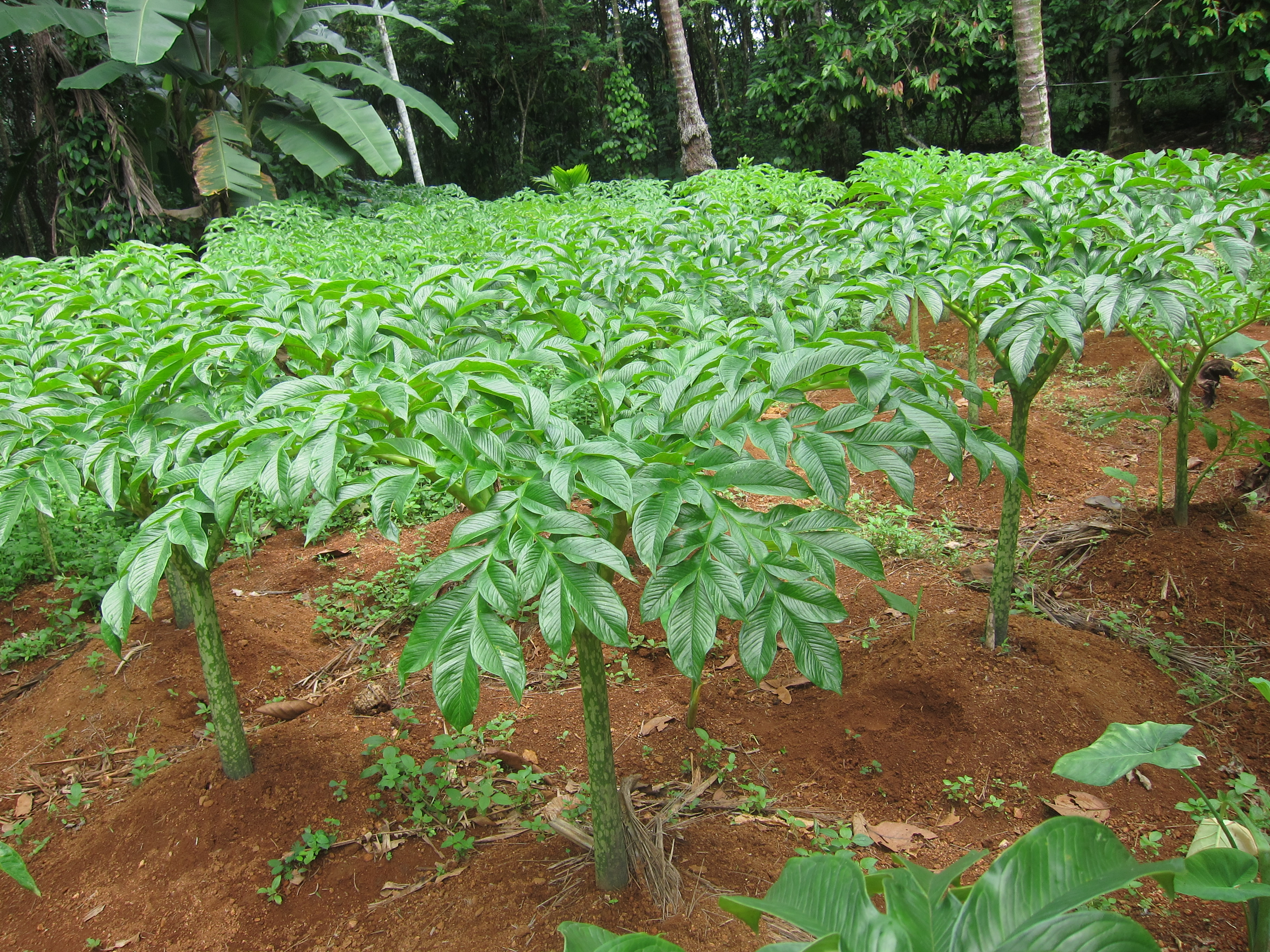
Cambarre de Java (Amorphophallus paeoniifolius).

## Variétés
Sur l'île de Santo, au Vanuatu, les autochtones horticoles connaîtraient 156 variétés de taro irrigué.

## Divers
« Kom un gout lo su un fèye sonz » ou en français « Comme une goutte d'eau sur une feuille de songe » : expression populaire créole, à la Réunion notamment, signifiant qu'une chose ne nous atteint pas quand quelqu'un nous est désagréable. Cette expression peut être comparée à celle utilisée en métropole française « glisser comme l'eau sur les plumes (ou le dos) d'un canard » pour exprimer la même chose. Les feuilles de Colocasia esculenta possèdent en effet un bon effet lotus. On retrouve cette expression dans la chanson d'Alain Peters, La rosée si feuille songe : « Oté sa feuille songe sa, la rosée prend pas dessus ».

## Cuisine et consommation
Une fois pelée, la racine est blanche et collante. On la fait cuire dans de l'eau bouillante durant environ 30 minutes ; en effet, la racine crue est toxique, elle a un léger goût de pomme de terre après cuisson. Elle prend alors une forme pâteuse que l'on peut transformer en purée que l'on consomme avec des légumes ou du riz. Aux Comores les feuilles du taro sont cuites avec du lait de coco.

## Adversaires
La chenille du papillon Crocallis elinguaria mange le taro.

## Galerie

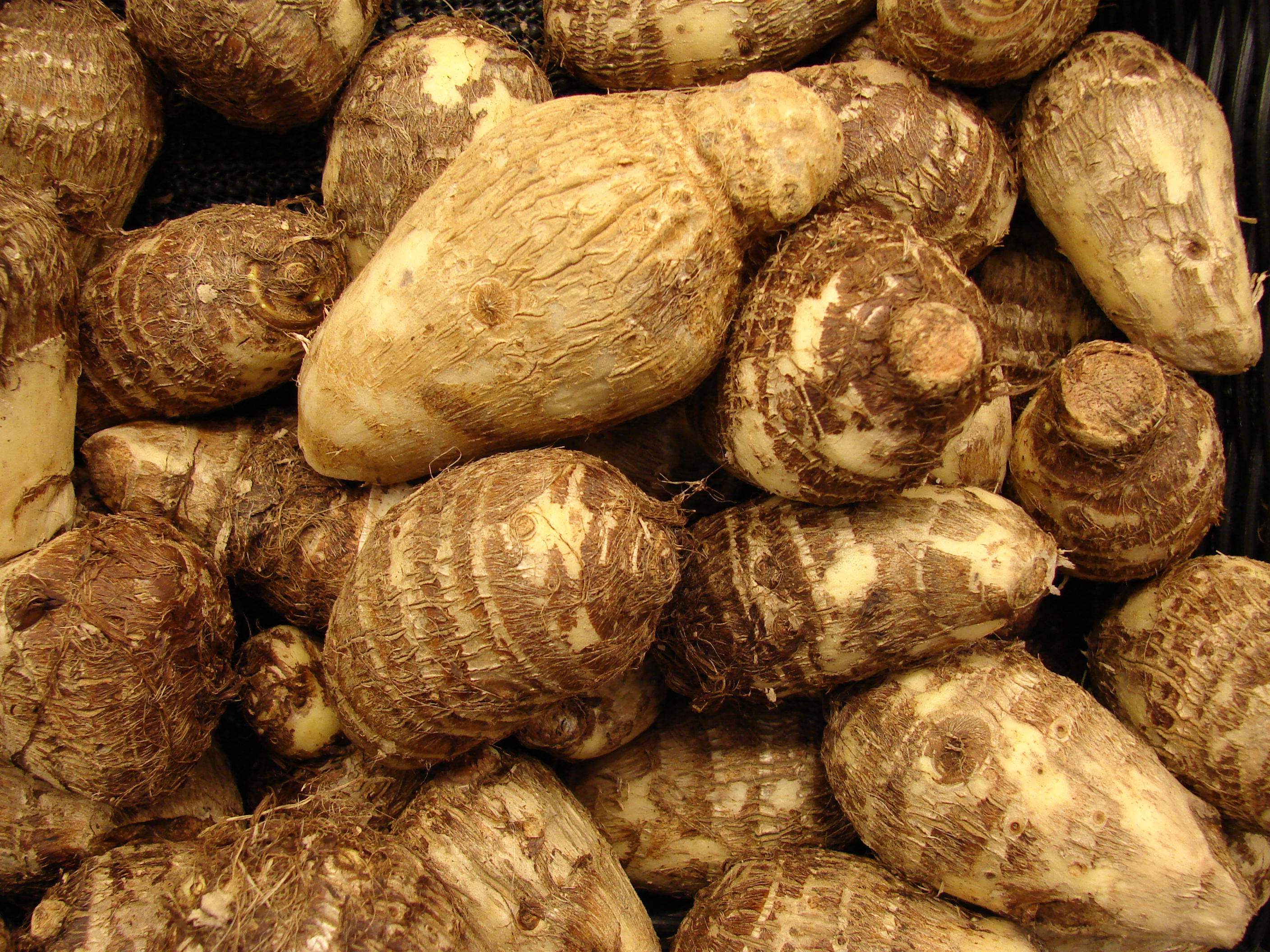
Tubercules de taro.
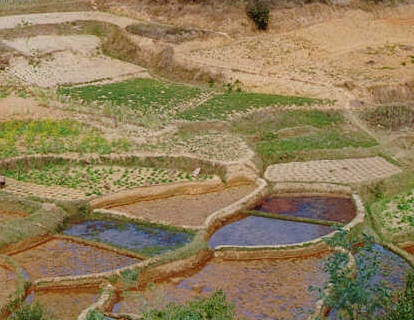
Culture de taro à Madagascar.